# Белка (Львовская область)
Белка (укр. Білка) — село в Перемышлянской городской общине Львовского района Львовской области Украины.
Население по переписи 2001 года составляло 386 человек. Занимает площадь 1,62 км². Почтовый индекс — 81245. Телефонный код — 3263.